# Sassoferrato
Pour le peintre du même nom, voir Giovanni Battista Salvi.
Sassoferrato est une commune italienne d'environ 6 966 habitants, située dans la province d'Ancône, dans la région Marches, en Italie centrale.

## Géographie
Le territoire communal, assez vaste (135 km²), est situé sur le versant oriental des Apennins, à une altitude allant d'un peu moins de 300 m au-dessus du niveau de la mer. jusqu'à 1 276 m d'altitude du sommet du Monte Strega; la ville est située sur deux niveaux, le quartier Borgo à environ 310 m d'altitude. et le quartier du Castello à environ 400 m d'altitude. La majeure partie du territoire communal est enfermée dans une vallée traversée par trois ruisseaux : le Sanguerone venant du nord, le Sentino de l'ouest et le Marena du sud, qui se rejoignent dans le centre-ville, à quelques mètres l'un de l'autre ; les ruisseaux, une fois réunis avec la rivière Sentino, continuent vers l'est jusqu'à se jeter dans l'Esino près de San Vittore delle Chiuse après avoir traversé les gorges de Frasassi. Les environs de la ville sont parsemés de hautes collines qui occupent l'horizon au nord et à l'est tandis qu'au sud et à l'ouest se trouvent les montagnes des Apennins centraux de l'Ombrie et des Marches : le mont Nebbiano (790 m) au sud-est, le mont Cucco (1566 m) au sud, le mont Strega (1276 m) à l'ouest, le mont Catria (1701 m) au nord-ouest.

## Histoire
À Sentinum en juillet 295 av. J.-C., une bataille décisive eut lieu (la bataille des Nations) de la troisième guerre samnite entre les armées de la République romaine, dirigées par les consuls Quintus Fabius Maximus Rullianus et Publius Decius Mus, qui perdit la vie après avoir célébré le rite de la « Devotio », et celles de la coalition italique (Samnites, Gaulois, Étrusques et Ombriens) commandées par le général samnite Gellius Egnatius, qui furent vaincues ; la bataille fut l'une des plus sanglantes et des plus décisives que Rome eut à mener pour affirmer sa suprématie sur l'Italie.
Après environ 850 ans, en juillet 552 après J.-C., pendant la guerre des Goths, une autre bataille épique eut lieu à quelques kilomètres au nord de Sentinum, au pied du mont Strega, entre les Byzantins du général Narsès, envoyé par l'empereur Justinien Ier pour reconquérir l'Italie, et les Goths de Totila, qui fut grièvement blessé[4] puis mourut en fuite en Ombrie. En labourant les champs, les agriculteurs de la région trouvaient souvent des reliques et des objets liés à la bataille (armes, harnais de chevaux, pièces d'armure, etc.).

## Culture
- La Galerie d'art civique, située sur la Piazza Matteotti, abrite l'une des icônes les plus importantes représentant saint Démétrius, également connu sous le nom de Démétrius de Thessalonique. Réalisée à la fin du XIVe siècle, elle se caractérise par sa petite taille et sa technique unique.

- Le Musée archéologique civique, également situé sur la Piazza Matteotti, abrite des objets provenant du site archéologique de Sentinum.

## Monuments et patrimoine
- Sur le territoire de Sassoferrato se trouve l'ancienne ville romaine de Sentinum (italianisée en Sentino), site de la célèbre bataille des Nations (295 av. J.-C.).
- Église San Francesco. Cette église est un édifice de style roman tardif ou romano-gothique datant de 1240.[6][7] On pense qu'elle a été construite à l'emplacement même où saint François d'Assise a prêché. L'édifice est construit en pierre de taille blanche et sa façade simple est ornée d'un portail ogival. L'intérieur à nef unique, avec ses autels latéraux de la fin du XVIe et du XVIIe siècle, se termine par un presbytère à abside gothique. Parmi les nombreuses œuvres d'art, on trouve au fond de la nef droite une toile d'Ercole Ramazzani représentant l'Allégorie du Cordon de saint François, datant de 1589. En face, une autre toile de Giovanni Francesco Guerrieri représentant la Circoncision, commandée par la Confrérie du Sacrement et exécutée entre 1614 et 1615. Dans l'abside, on trouve des vestiges de fresques de l'école de Fabriano des XIVe et XVe siècles. L'église conserve l'une des plus belles expressions de la peinture riminienne du XIVe siècle dans les Marches : la croix peinte représentant, outre l'image vénérée du Christ, un portrait en buste de l'Éternel, de la Vierge et du Baptiste, qui ornent les miroirs polylobés de la cimaise et des bras latéraux.
- Église Santa Chiara. L'église annexée au couvent Santa Chiara, datant du XIIIe siècle, comprend le sanctuaire, toujours occupé aujourd'hui par les Clarisses. Le monastère conserve un manuscrit du milieu du XVIIIe siècle et des peintures de Giovanni Battista Salvi, Antonio da Pesaro, Ugolini da Pergola, Ezio Bartocci et Giovanni Francesco Ferri.
- Église Santa Maria della Pace. La première mention de cette église et du couvent adjacent des Mineurs Observants remonte à 1507. En réalité, la construction de l'église débuta en 1512 et s'acheva six ans plus tard. Le cloître présente des fresques réalisées à la fin du XVIe siècle par Tarquinio Salvi, père de Giovanni Battista Salvi, et son frère Francesco, représentant des épisodes de la vie de saint François.
- Abbaye de Santa Croce. L'abbaye de Santa Croce dei Conti à Sassoferrato se trouve de l'autre côté du village, près du confluent des ruisseaux Sanguerone et Marena avec le Sentino. Parmi les fresques restaurées en 2003, qui devaient recouvrir les murs, les absides et même les piliers au XIVe siècle, on peut aujourd'hui admirer sur les colonnes celles de Sainte Catherine sur la Roue et du bienheureux Albert. De la même époque, celles de l'abside, sur le côté gauche de l'église, représentent des épisodes de la vie de l'apôtre Thomas, ainsi que la Madone, le Crucifix et le bienheureux Albert. L'abbaye de Santa Croce a été construite avec des matériaux provenant de la ville voisine de Sentinum et présente une particularité : son noyau d'origine a été intégré à une structure extérieure. Certaines parties des murs extérieurs de l'église d'origine sont encore visibles.
- L'église de Santa Maria del Ponte del Piano. Il tire son nom du pont romain sur la Marena, connu sous le nom de Ponte del Piano, près duquel il se trouvait. Lors de sa construction, en 1389, les ruines romaines étaient encore visibles. Construit par les frères augustins pour ressembler à une grande chapelle, il subit de nombreuses modifications au fil des ans, jusqu'au début du XVIIe siècle.
- Des traces de la présence des Templiers ont été retrouvées dans plusieurs sites sacrés, notamment à l'abbaye de Santa Croce, où l'on a retrouvé de nombreuses croix patentées (de celui qui a souffert pour le salut de l'humanité), suggérant le passage des Pauperes Commilitones Christi Templique Salomonis (Templiers). D'autres traces de leur présence ont été retrouvées dans le château près du monastère de Santa Chiara, dans l'église San Michele Arcangelo (près de la Rocca di Albornoz) et dans la petite église Santa Lucia, près des fouilles de l'ancienne cité romaine de Sentinum.

- Palais des Prieurs. Construit en 1355, lorsque Sassoferrato commença à s'autogérer en tant que municipalité, il fut achevé vers 1500. Le palais abrite la salle du conseil de l'hôtel de ville adjacent. Il abrite également le musée archéologique civique et la collection Perotti.

- Hôtel de Ville. Situé dans la partie haute et la plus ancienne de la ville, le château est constitué d'un ensemble de bâtiments construits ou acquis par la municipalité à différentes époques. Rattaché au Palais des Prieurs (XIVe siècle), le bâtiment, tel qu'il est visible aujourd'hui, peut être daté, compte tenu des rénovations continues, des XVIIIe et XIXe siècles. La loggia attenante a été construite en 1842.

- Palais Oliva. Construit par le cardinal Alessandro Oliva au XVe siècle. Son intérieur abrite des collections d'art et des objets historiques. À l'intérieur se trouvent la bibliothèque publique, la collection d'art civique et la collection « Graveurs des Marches ».

- Palazzo Montanari. Le cœur du bâtiment actuel remonte à l'an 1000 environ, alors qu'il était une forteresse. Vers 1245, il fut agrandi et transformé en monastère pour les religieuses bénédictines sous le nom de Santa Margherita in Paravento. En 1845, par testament de Don Angelo Montanari, il fut transformé en orphelinat, le monastère ayant été vidé après la suppression napoléonienne de 1810. À l'intérieur se trouve le Musée des Arts et Traditions Populaires.

- Palazzo Merolli (degli Scalzi). Il doit son nom au mécène qui l'a construit, l'archiatre papal Vittorio Merolli di Sassoferrato. Situé au cœur de la partie basse de la ville, dans le quartier du Borgo, ce complexe du XVIIe siècle est un exemple unique d'édifice de la Renaissance tardive dans la ville, construit sur des structures médiévales préexistantes. Au sein du vaste complexe historico-monumental se trouve l'église néoclassique Santa Teresa d'Avila, appartenant à la paroisse de San Facondino. À l'intérieur, la galerie d'art contemporain du Mam est visible.[20] [21]

- Forteresse d'Albornoz. Imposante construction militaire datant du XIVe siècle, elle représente le symbole de la ville, tant par sa position dominante que par son histoire. Elle fut érigée en 1365 sur ordre du cardinal Egidio Albornoz, légat du pape, grâce à l'argent récolté lors de la vente des biens confisqués à la famille Atti di Sassoferrato. Restaurée à plusieurs reprises, la forteresse constituait un bastion défensif d'une importance capitale pour toute la région. Grâce aux dernières restaurations, ses imposants vestiges sont encore visibles. Lors du nettoyage de l'intérieur, lors d'une opération de récupération, des céramiques de fabrication locale datant de la fin du XVIe siècle et des restes d'artillerie ont été découverts[4].

## Sassoferratais célèbres
- Giovanni Battista Salvi, peintre du XVIIe siècle, connu principalement pour ses sujets religieux.
- Bartole, juriste du XIVe siècle, professeur de droit, spécialiste du droit romain.
- Pietro Paolo Agabiti,   peintre et sculpteur sur bois actif de 1511 à 1531.

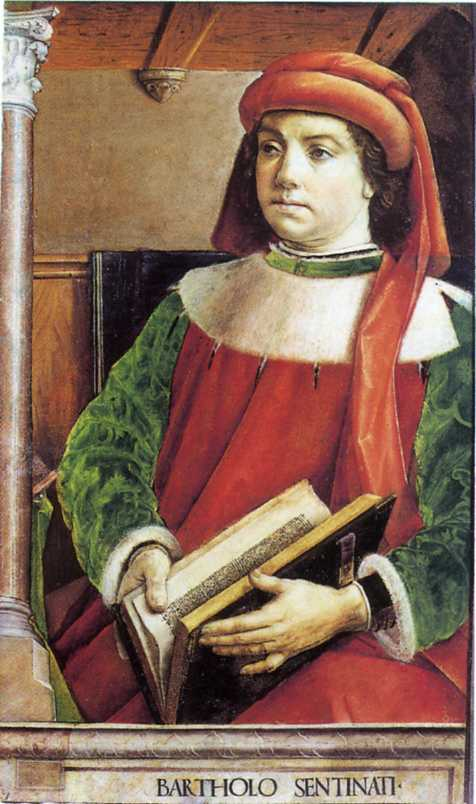
Bartolo di Sassoferrato
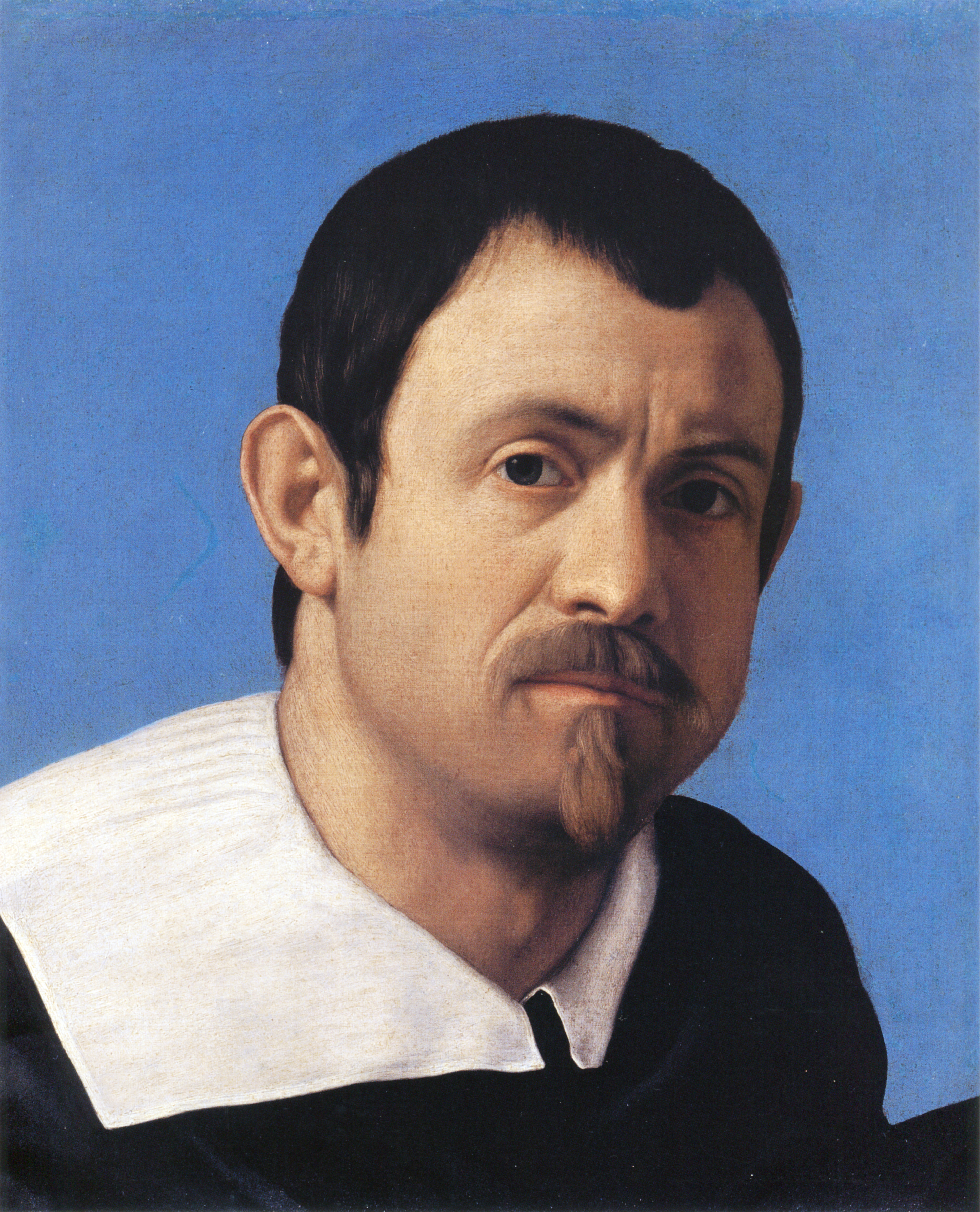
Giovanni Battista Salvi
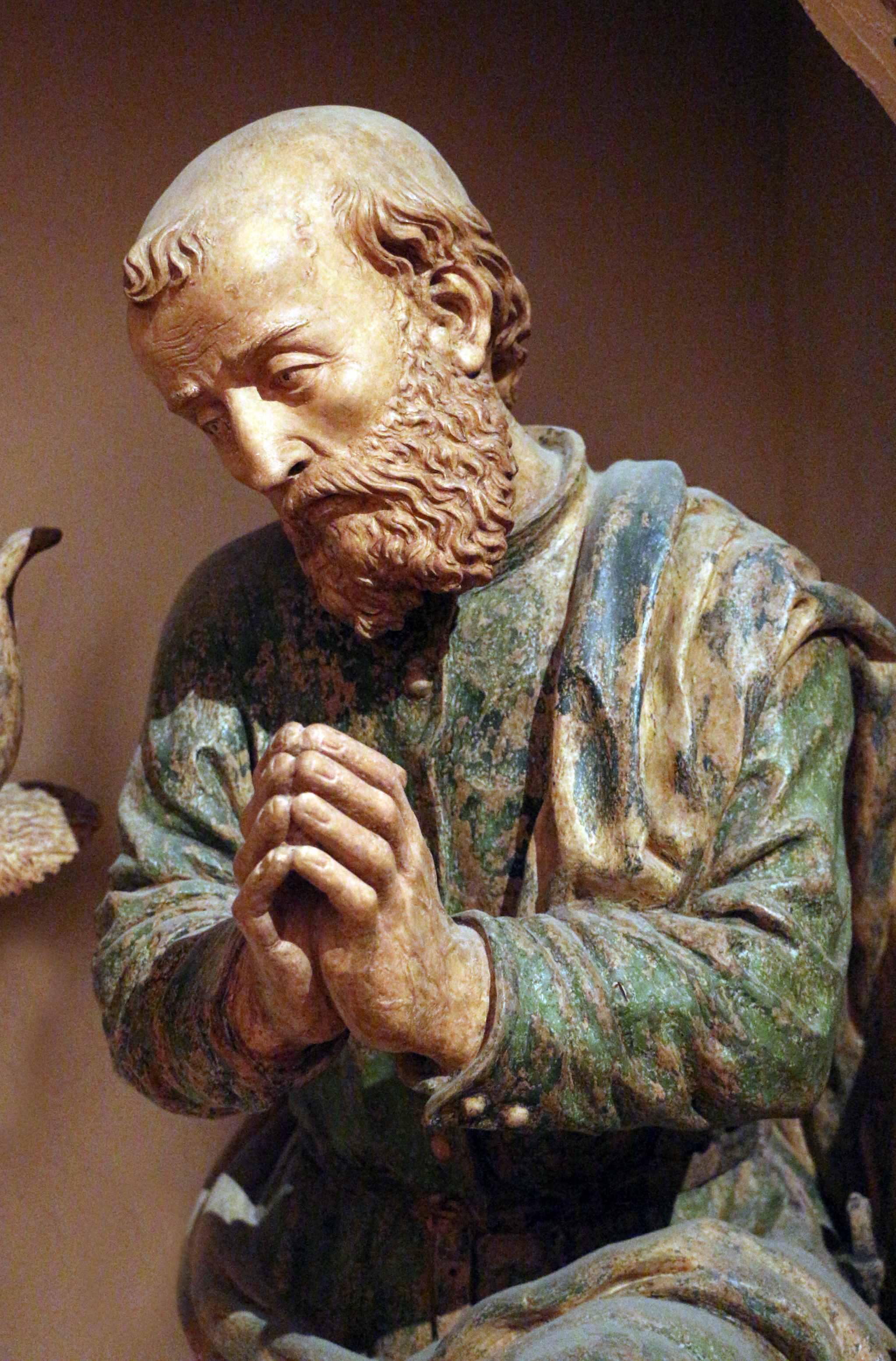
saint Joseph sculpté par Pietro Paolo Agabiti

## Administration
| Période                                  | Période | Identité | Étiquette | Qualité |
| ---------------------------------------- | ------- | -------- | --------- | ------- |
|                                          |         |          |           |         |
| Les données manquantes sont à compléter. |         |          |           |         |

### Hameaux
Borgo Sassoferrato, Ca' Boccolino, Cabernardi, Canderico, Cantarino, Camarano, Caparucci, Casalvento, Case Aia, Castagna, Castagna Bassa, Castiglioni, Catobagli, Col della Noce, Coldapi, Felcioni, Frassineta, Gaville, Liceto, Mandole, Montelago, Monterosso, Monterosso Stazione, Morello, Pantana, Perticano, Piagge, Piaggiasecca, Piano di Frassineta, Piano di Murazzano, Radicosa, Regedano, Rotondo, San Felice, San Giovanni, San Paolo, Sassoferrato Castello, Scorzano, Sementana, Serra San Facondino, Stavellina, Valdolmo, Valitosa, Venatura

### Communes limitrophes
Arcevia, Costacciaro, Fabriano, Genga, Pergola, Scheggia e Pascelupo, Serra Sant'Abbondio